# Região Geográfica Imediata de Tubarão
A Região Geográfica Imediata de Tubarão é uma das 24 regiões imediatas do estado brasileiro de Santa Catarina, uma das 3 regiões imediatas que compõem a Região Geográfica Intermediária de Criciúma e uma das 509 regiões imediatas no Brasil, criadas pelo IBGE em 2017. É composta de 17 municípios.